# Mary Harriman Rumsey

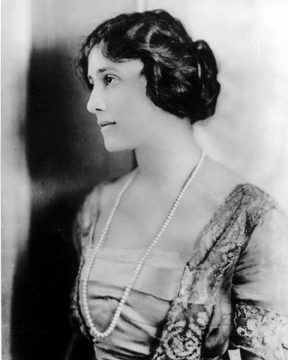
Profilo di Mary Harriman

Mary Harriman Rumsey (New York, 17 novembre 1881 – Washington, 18 dicembre 1934) è stata un'attivista, funzionario governativo statunitense; come democratica fu la fondatrice della Junior League for the Promotion of Settlement Movements, in seguito nota come Junior League of the City of New York dell'Association of Junior Leagues International Inc, e fu presidente del Consumer Advisory Board della National Recovery Administration. Mary era figlia del magnate delle ferrovie E.H. Harriman e sorella di W. Averell Harriman, ex Governatore dello Stato di New York e diplomatico degli Stati Uniti. Nel 2015 è stata inserita postuma nella National Women's Hall of Fame.

## Primi anni di vita
Mary Harriman Rumsey è nata il 17 novembre 1881, la maggiore dei sei figli dell'industriale ferroviario E.H. Harriman (1848-1909) e di sua moglie, Mary Averell Harriman (1851-1932).
I suoi fratelli erano Henry Neilson Harriman (1883-1888); Cornelia Harriman (1884-1966), che sposò Robert Livingston Gerry (1877-1957), Carol Averell Harriman (1889-1948), che sposò R. Penn Smith nel 1917 e, dopo la morte di quest'ultimo nel 1929, sposò W. Plunket Stewart, proprietario di una scuderia nel 1930,; William Averell Harriman (1891-1986), che nel 1955 divenne Governatore di New York e che sposò Kitty Lanier Lawrence, poi Marie Norton Whitney (1903-1970) e infine Pamela Beryl Digby Churchill Hayward (1920-1997) e Edward Roland Noel Harriman (1895-1978), che sposò Gladys Fries (1896-1983).
Mary frequentò il Barnard College, dove si specializzò in sociologia e fu membro della Kappa Kappa Gamma. Durante questo periodo, lavorò con Charles B. Davenport al Cold Spring Harbor Laboratory, appassionandosi talmente all'eugenetica che i suoi amici la soprannominarono "Eugenia". Su sollecitazione di Mary, nel 1910 sua madre fondò a Cold Spring Harbor l'Eugenics Record Office.

## Carriera

### La Junior League

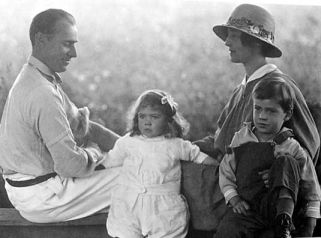
Charles, Mary Averell, Mary, Charles Jr., 1919 ca.

Ispirata da una conferenza sul movimento degli insediamenti, Mary, insieme a diversi amici, iniziò a fare volontariato presso il College Settlement di Rivington Street, nel Lower East Side di New York, una grande enclave di immigrati. Grazie al lavoro svolto al College Settlement, Mary si convinse che poteva fare di più per aiutare gli altri. Nel 1901, mentre era ancora una studentessa del Barnard College, Mary e un gruppo di 80 debuttanti crearono la Junior League for the Promotion of Settlement Movements. Lo scopo della Junior League sarebbe stato quello di unire le debuttanti interessate ad aderire al Settlement Movement di New York.
Rendendosi conto della loro mancanza di esperienza nell'affrontare i problemi delle persone che cercavano aiuto nelle case di accoglienza, Mary e i dirigenti della Lega riunirono esperti del Movimento di insediamento per tenere conferenze e dare istruzioni ai membri della Junior League. Con una migliore preparazione si ottenne un maggiore impegno che portò a un aumento dell'interesse per l'adesione da parte di donne di spicco della società newyorkese; tra i membri ci sarebbero state Eleanor Roosevelt, Dorothy Whitney Straight e Ruth Draper.
Man mano che si diffondeva la voce del lavoro delle giovani donne della Junior League di New York, le donne di tutto il Paese e di altri Paesi fondarono le Junior League nelle loro comunità. Col tempo le Leghe avrebbero ampliato i loro sforzi al di là del lavoro nelle case di accoglienza, per rispondere ai problemi sociali, sanitari ed educativi delle rispettive comunità. Nel 1921 circa 30 Leghe si unirono per formare l'Associazione delle Leghe Junior d'America, per darsi reciproco sostegno. Con la creazione dell'Associazione, fu Mary a insistere sul fatto che, sebbene fosse importante che tutte le Leghe imparassero l'una dall'altra e condividessero le migliori pratiche, ogni Lega era in ultima istanza legata alla propria comunità e doveva quindi servire le esigenze di quest'ultima.
Con l'avanzare del XX secolo, vennero fondate altre Leghe Junior in tutti gli Stati Uniti, Canada, Messico e Regno Unito. Oggi conosciuta come Association of Junior Leagues International Inc. (AJLI), l'organizzazione comprende 292 Leghe associate, con oltre 160.000 membri impegnati a continuare l'eredità creata dai suoi fondatori.

### Comitato consultivo dei consumatori
Nel 1933 il presidente Franklin D. Roosevelt nominò Mary alla presidenza del Consumer Advisory Board (CAB) della National Recovery Administration (NRA), il primo gruppo governativo per i diritti dei consumatori.
Nonostante la sua inesperienza, il lavoro di Mary con le cooperative agricole e la sua fiducia nel potere della cooperazione si sarebbero rivelati la sua più grande risorsa. Mary avrebbe promosso la formazione di gruppi di consumatori in tutta la nazione e incoraggiato questi gruppi a riferire le loro lamentele al suo ufficio.
L'eredità di Mary Rumsey per le riforme del New Deal sarebbe stata continuata dal fratello minore, W. Averell Harriman. Averell fu incoraggiato dalla sorella maggiore a lasciare il suo lavoro nella finanza e a unirsi a lei e ai loro amici, i Roosevelt, per portare avanti gli obiettivi del New Deal. Averell si unì all'NRA, segnando l'inizio della sua carriera politica.

## Vita privata
Il 27 maggio 1910 Mary sposò lo scultore e giocatore di polo Charles Cary Rumsey (1879-1922), poco dopo la morte del padre avvenuta il 9 settembre 1909. Rumsey aveva lavorato ad Arden House, creando uno dei principali camini e altre sculture decorative. A detta di tutti, i due ebbero un matrimonio felice. Ebbero una figlia e due figli:
- Charles Harriman Rumsey (1911-2007)
- Mary Averell Rumsey (nata nel 1913), che debuttò nel 1932 a una festa con oltre 1.100 invitati.[17]
- Bronson Harriman Rumsey (1917-1939), che morì quando l'aereo su cui viaggiava, insieme a Daniel S. Roosevelt (1917-1939) (figlio di Hall Roosevelt e nipote di Eleanor Roosevelt), andò a sbattere contro un pendio di montagna vicino a Guadalupe Victoria, Puebla, Messico.[18]

Charles rimase ucciso in un incidente stradale nel 1922. Tra il 1933 e il 1934, condivise una casa e forse una relazione sentimentale con il Segretario del Lavoro degli Stati Uniti Frances Perkins. Entrambe attiviste, erano amiche dal 1910 circa e lavoravano insieme nelle Settlement Houses di New York. Mary morì nel 1934, poche settimane dopo essere stata gravemente ferita in un incidente a cavallo durante una battuta di caccia nei pressi di Middleburg, in Virginia. Sebbene non si conosca l'esatta natura della loro relazione, la Perkins era al capezzale dei figli della Rumsey quando morì e fu pubblicamente riconosciuta come una delle “principali persone in lutto” al suo funerale.